# CEACAM3
CEACAM3 (англ. Carcinoembryonic antigen related cell adhesion molecule 3) – білок, який кодується однойменним геном, розташованим у людей на короткому плечі 19-ї хромосоми. Довжина поліпептидного ланцюга білка становить 252 амінокислот, а молекулярна маса — 27 091.
| 10         |  | 20         |  | 30         |  | 40         |  | 50         |
| ---------- |  | ---------- |  | ---------- |  | ---------- |  | ---------- |
| MGPPSASPHR |  | ECIPWQGLLL |  | TASLLNFWNP |  | PTTAKLTIES |  | MPLSVAEGKE |
| VLLLVHNLPQ |  | HLFGYSWYKG |  | ERVDGNSLIV |  | GYVIGTQQAT |  | PGAAYSGRET |
| IYTNASLLIQ |  | NVTQNDIGFY |  | TLQVIKSDLV |  | NEEATGQFHV |  | YQENAPGLPV |
| GAVAGIVTGV |  | LVGVALVAAL |  | VCFLLLAKTG |  | RTSIQRDLKE |  | QQPQALAPGR |
| GPSHSSAFSM |  | SPLSTAQAPL |  | PNPRTAASIY |  | EELLKHDTNI |  | YCRMDHKAEV |
| AS         |  |            |  |            |  |            |  |            |

A: Аланін

C: Цистеїн

D: Аспарагінова кислота

E: Глутамінова кислота

F: Фенілаланін

G: Гліцин

H: Гістидин

I: Ізолейцин

K: Лізин

L: Лейцин

M: Метіонін

N: Аспарагін

P: Пролін

Q: Глутамін

R: Аргінін

S: Серин

T: Треонін

V: Валін

W: Триптофан

Кодований геном білок за функцією належить до фосфопротеїнів. 
Задіяний у такому біологічному процесі, як альтернативний сплайсинг. 
Локалізований у мембрані.